# جون كوكرين
جون كوكرين (بالإنجليزية: John Cochrane)‏ هو طيار بريطاني، ولد في 26 أغسطس 1930، وتوفي في 4 نوفمبر 2006.